# Wahhabismo
Wahhabismo, wahabismo, uaabismo ou vaabismo (em árabe: الوهابية) é um movimento  do islamismo sunita, criado no século XVIII e geralmente descrito como ortodoxo, ultraconservador, extremista, austero, fundamentalista e  puritano. Propõe-se a restaurar aquilo que, na sua visão, seria o culto monoteísta puro. Seus seguidores muitas vezes opõem-se ao termo wahhabismo, por considerá-lo pejorativo, preferindo ser chamados de salafitas ou muwahhid.
A denominação do movimento refere-se ao líder religioso e teólogo Muḥammad ibnʿAbd al-Wahhāb (1703 -1792), criador de um movimento revivalista na região remota e pouco povoada de Négede, no centro da Arábia Saudita. Defendia a purificação do islamismo para devolvê-lo às suas raízes do século VII, por meio de uma purga de práticas tais como o culto popular dos santos, de santuários e a visitação de túmulos de entes queridos, que eram generalizadas entre os muçulmanos, mas que Wahhab considerava como idolatria ou inovações incompatíveis com os preceitos islâmicos. Posteriormente, Wahhab estabeleceu um pacto com um líder local, Muhammad bin Saud, oferecendo-lhe obediência política e garantindo que a defesa e a propagação do movimento wahhabita significariam poder e glória e o domínio de terras e homens . O movimento está centrado no princípio de Tawhid, ou a singularidade e unidade de Alá. O movimento também usa os ensinamentos do teólogo medieval Ibn Taymiyyah e do jurista Amade ibne Hambal. Ele aspira a volta às primeiras fontes islâmicas fundamentais do Alcorão e Hadith, rejeitando as escolas jurídicas tradicionais islâmicas, além das três primeiras gerações de muçulmanos como uma inovação desnecessária.
As estimativas do número de adeptos ao wahhabismo variam, com uma fonte que dá um valor de cinco milhões de wahhabitas na região do Conselho de Cooperação do Golfo. De acordo com a Universidade Columbia, a maioria dos wahhabitas do Conselho do Golfo estão no Catar, nos Emirados Árabes Unidos (EAU) e na Arábia Saudita. De acordo com estimativas, 46,87% da população do Catar e 44,8% dos habitantes dos EAU são wahhabitas, enquanto que 5,7% da população do Bahrein e 2,17% dos kuwaitianos também são parte do movimento. Os wahhabitas são a minoria dominante da Arábia Saudita. Há 4 milhões de wahhabita sauditas, ou 22,9% da população do país, concentrados em Négede. A aliança entre seguidores de ibn Abd al-Wahhab e sucessores de Muhammad bin Saud (a Casa de Saud) criou o Reino da Arábia Saudita, onde os ensinamentos de Mohammed bin Abd Al-Wahhab são patrocinados pelo Estado saudita e são a forma dominante do islamismo no país até atualmente. Com a ajuda de financiamento das exportações de petróleo (e outros fatores), o movimento sofreu um crescimento explosivo partir da década de 1970 e agora tem influência em todo o mundo.
O wahhabismo é acusado de ser uma fonte de terrorismo global e por causar desunião na comunidade muçulmana, rotulando os muçulmanos não wahhabitas como apóstatas (takfir), abrindo assim o caminho para o derramamento de sangue. O movimento também foi criticado pela destruição de mazaars, mausoléus e outros edifícios e artefatos históricos de muçulmanos e não muçulmanos. Os limites que determinam o wahhabismo têm sido classificados como difíceis de identificar, mas no uso contemporâneo, os termos 'wahhabitas' e 'salafitas' são muitas vezes usados como sinônimos e considerados movimentos com diferentes raízes que se fundiram a partir dos anos 1960. O wahhabismo também tem sido considerado como uma orientação particular dentro salafismo, ou um braço saudita ultraconservador do salafismo.

## História
Quando Mohammad Ibn Abdul Wahhab deu início às suas pregações, começou a sofrer oposição dos líderes religiosos locais, e por isso, em 1744, dirigiu-se para Wahhab Deraiya, onde o governante do lugar, Mohammad Ibn Saud, o fundador da dinastia que hoje governa a Arábia Saudita, aderiu às suas concepções religiosas.
De acordo com Maomé ibne Abdal Uaabe, um muçulmano deve fazer um bayah (juramento de fidelidade) ao governante muçulmano durante sua vida, enquanto o mesmo governar, segundo a xaria (jurisprudência) islâmica, para assegurar sua redenção depois da morte. E este governante deve governar, segundo a xaria e jurar fidelidade ao seu povo. Sendo assim, o objetivo deste movimento era de que o povo e o governante exercessem a xaria, assegurando que o povo conhecesse estas leis divinas.
Muhammad ibn Saud transformou seu reduto, Daria, em um centro de estudos religiosos, sob a orientação de Maomé ibne Abdal Uaabe, enviando após o assentamento deste centro, milhares de fiéis com conhecimento dos princípios fundamentais da religião por toda a península Arábica, golfo Pérsico, Síria e Mesopotâmia.
Mesmo após o vice-rei do Egito Maomé Ali Paxá ter esmagado a autoridade política wahhabita e ter destruído Daria, em 1818, os estudos e as novas práticas permaneceram firmemente plantadas nas províncias do sul do Néjede e ao norte de Jabal Shammar.
Em 1902, a família de Al Saud chega ao poder novamente, com a captura de Riade por Abdul Aziz Ibn Saud, tornando-se o wahhabismo a ideologia da península.
A mensagem básica de Maomé ibne Abdal Uaabe foi o resgate dos princípios básicos do monoteísmo, baseados na Chahada (testemunho de fé) e na unicidade essencial de Alá (tawhid), que foi nada mais do que os princípios fundamentais do monoteísmo contidos no Alcorão.
O foco de Maomé ibne Abdal Uaabe na tawhid foi usada em contrapartida ao shirk (politeísmo), definido como um ato de associar qualquer pessoa ou objeto a poderes que devem ser atribuídos somente a Allah.
Partindo destes princípios, certos festivais religiosos foram proibidos (inclusive a comemoração do aniversário do profeta Maomé), velórios xiitas e rituais sufis. No início do século XIX, os wahhabitas destruíram túmulos em cemitério de homens considerados santos por aqueles muçulmanos daquela época, em Medina, onde era um local de oferendas e preces para os supostos homens santos (adorados como divindades).
Seguindo a escola jurídica de Amade ibne Hambal, os wahhabitas só aceitam o Alcorão e a Suna do profeta Maomé como princípios e ideologia.
Pela  sua exclusiva interpretação do Alcorão e da Suna, a doutrina wahhabita descartou todas as interpretações que as escolas de jurisprudencia islâmica desenvolveram durante séculos de estudo para modelar a confusa e conflitante série de revelações enviadas, no século VII, por Alá a Maomé, para aqueles tempos difíceis, cujas interpretações modelaram um modo de vida teocrático, harmonioso e civilizado. Por sua leitura seletiva das passagens do  Alcorão, das quais depreende a permissão para perseguir e matar sem piedade os infiéis, o wahhabismo efetivamente deixou de lado a central messagem de caridade, tolerancia, perdão e piedade do  Alcorão.
O rei Fahd da Arábia Saudita, constantemente tem chamado os renegados (xiitas, sufis, etc) para se reorientarem-se na ijtihad (estudo dos princípios islâmicos, advindos do Alcorão e Suna), para tratar das novas situações que desafiam a modernização do reino.
Maomé ibne Abdal Uaabe dizia que havia três objetivos para o governo islâmico e sua sociedade: "crer em Allah, ordenar o bom comportamento e proibir o ilícito.[carece de fontes?] Estes princípios foram realçados nos dois séculos seguintes perante a sociedade islâmica.
Com isto, foram criados os mutaween, os quais são incentivadores morais da sociedade, estes, também servem como missionários e como "ministros da religião", que pregam nas mesquitas às sexta-feiras.
Além de obrigarem os homens à prática da oração pública, os mutaween também são responsáveis pelo fechamento das lojas nos horários das orações, pela busca das infrações da moralidade pública como drogas (incluindo o álcool), música, dança, cabelo longo para os homens ou cabeças descobertas para as mulheres, e pela forma de vestir.
No início do século XX, com o crescimento do movimento wahhabismo, este foi um fator decisivo para Abd al Aziz criar uma união entre as tribos e províncias da península arábica, sob a liderança de Al Saud, que foi a base para a legitimização do estado da Arábia Saudita.
A divulgação e crescimento do Islã em grande parte foi a responsável pelo sucesso do movimento wahhabita ao inspirar os ideais do movimento Irmandade Muçulmana (Ikhwan), a Al-Qaeda e o Estado Islâmico do Iraque e do Levante.
Em 1990, a liderança saudita não mais salientava sua identidade como herdeira do legado wahhabita e nem os descendentes de Maomé ibne Abdal Uaabe, continuaram a ocupar os mais elevados postos na burocracia religiosa (vide vida da família Al-Saud). A influência wahhabita na Arábia Saudita, no entanto, permanece materializada nas roupas, no comportamento público e na oração pública, podendo ser percebidas até hoje. Dreyfuss acusa o salafismo de ser um movimento totalitário que emergiu do apoio ocidental.

## Qatar
A família Al-Thani, que governa o país desde 1878, ascendeu graças ao wahhabismo, tendo também sido ajudada pela presença do Império Otomano. Deu-se a instauração da Xaria segundo interpretação wahhabita e o poder foi centralizado.